# U Bein-brug

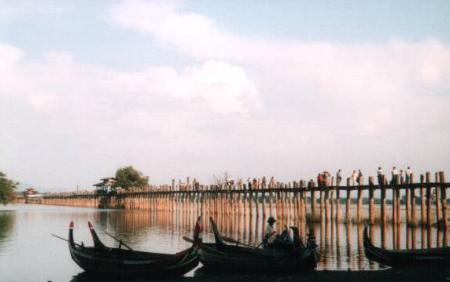
U Bein-brug bij Amarapura, Myanmar

De U Bein-brug is een voetgangersbrug bij Amarapura in Myanmar. Het is met ruim 1,2 kilometer mogelijk de langste teakhouten brug ter wereld geweest.
De brug over het Taungthmanmeer werd omstreeks 1870 gebouwd en is genoemd naar de burgemeester die hem liet bouwen. Het teakhout was afkomstig van een verlaten paleis in Ava, dat overbodig was geworden toen Amarapura de hoofdstad werd in plaats van Ava. 
De brug, die op zware pijlers rust, kan tijdens de regentijd gedeeltelijk onder water komen te staan. In het dorpje aan de overkant van de brug vindt men enkele tempels, sommige in Nepalese stijl. De brug wordt druk gebruikt door de lokale bevolking, waaronder monniken uit het naburige Mahagandayonklooster. 's Avonds flaneert de plaatselijke bevolking op de brug en wordt er in de wachthuisjes op de brug van alles verkocht. 

## Amitav Ghosh
Een plaatje van de brug wordt gebruikt op de omslag van het boek Het glazen paleis van Amitav Ghosh.

## Fotogalerij

U Bein-brug
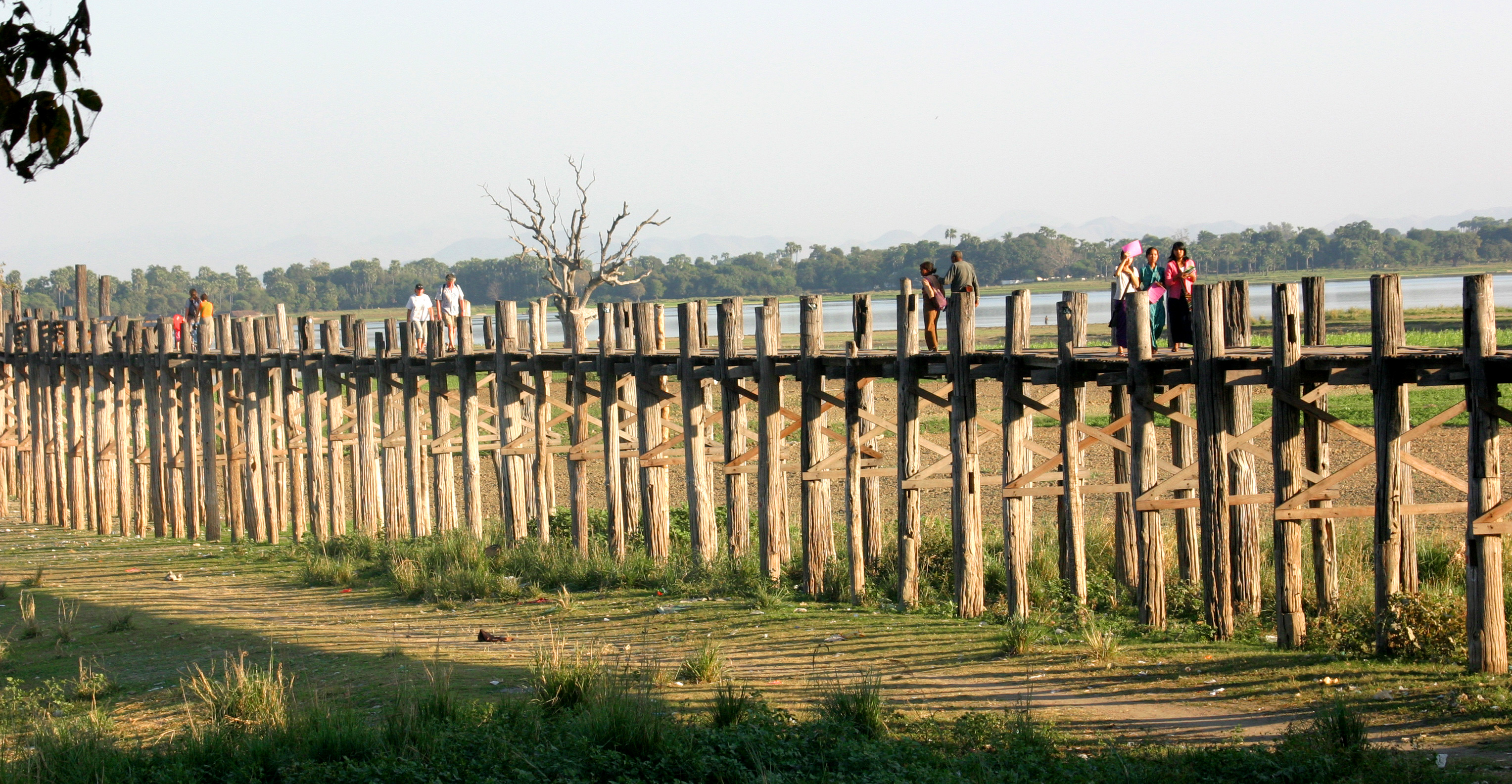
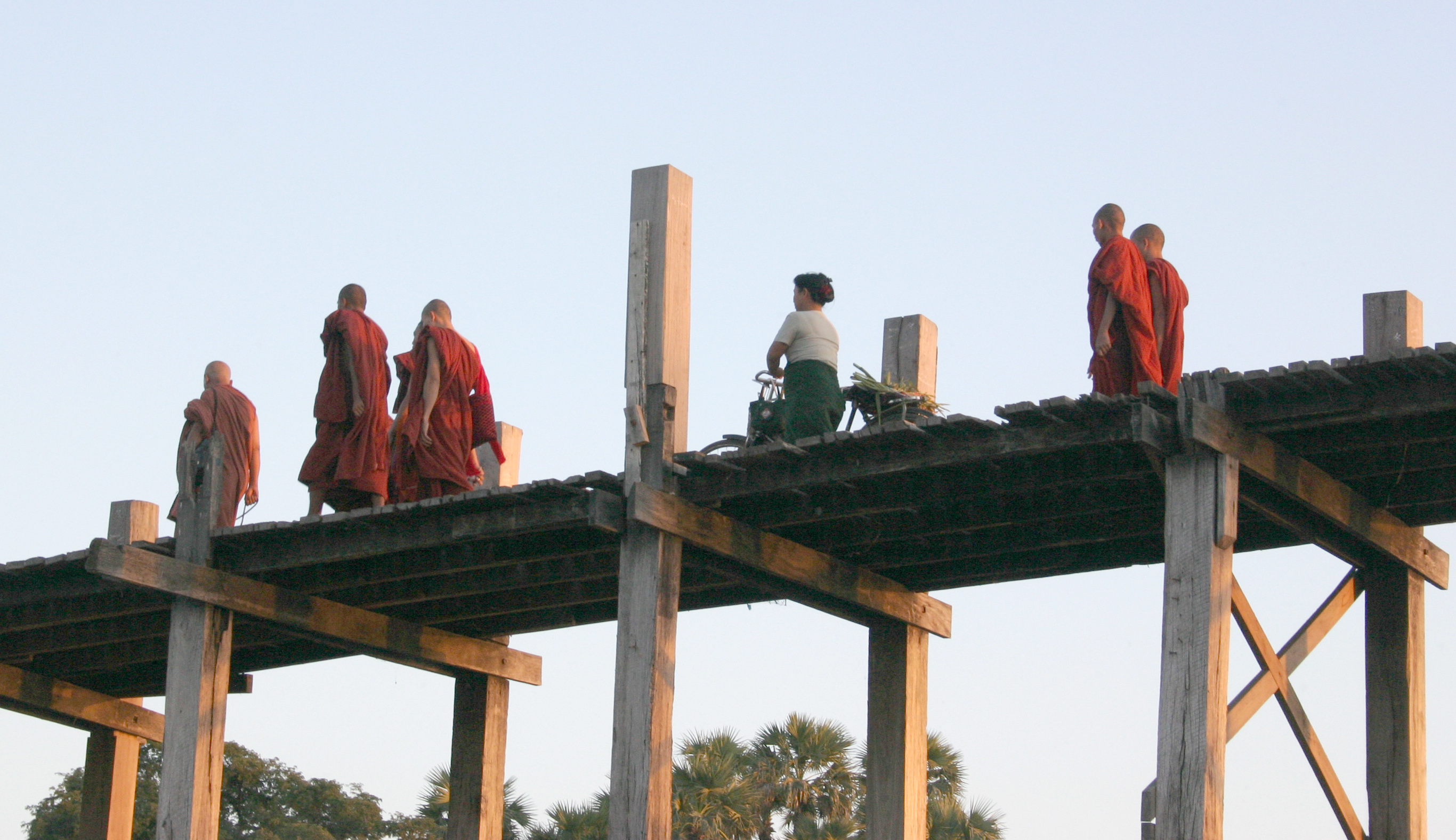
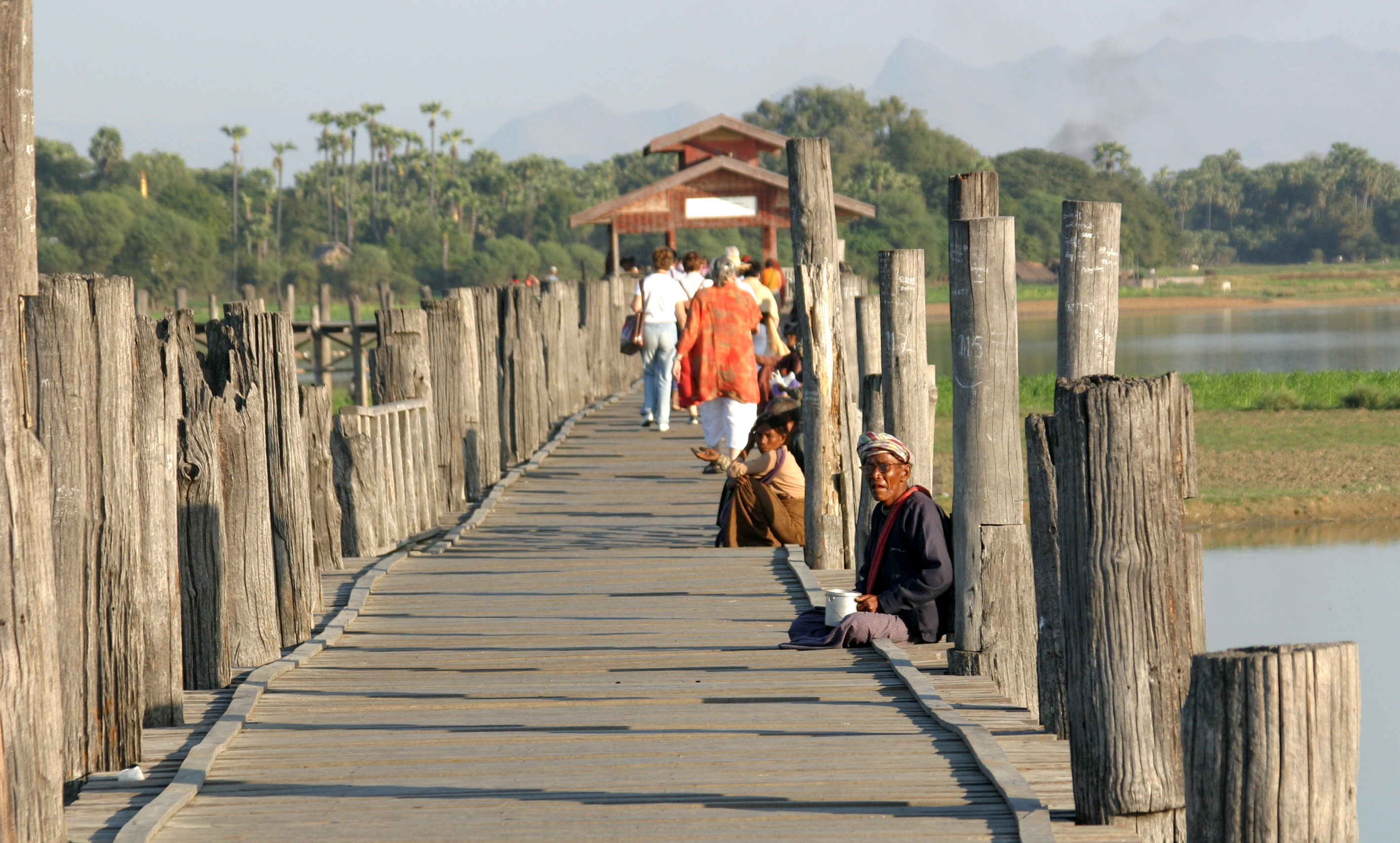
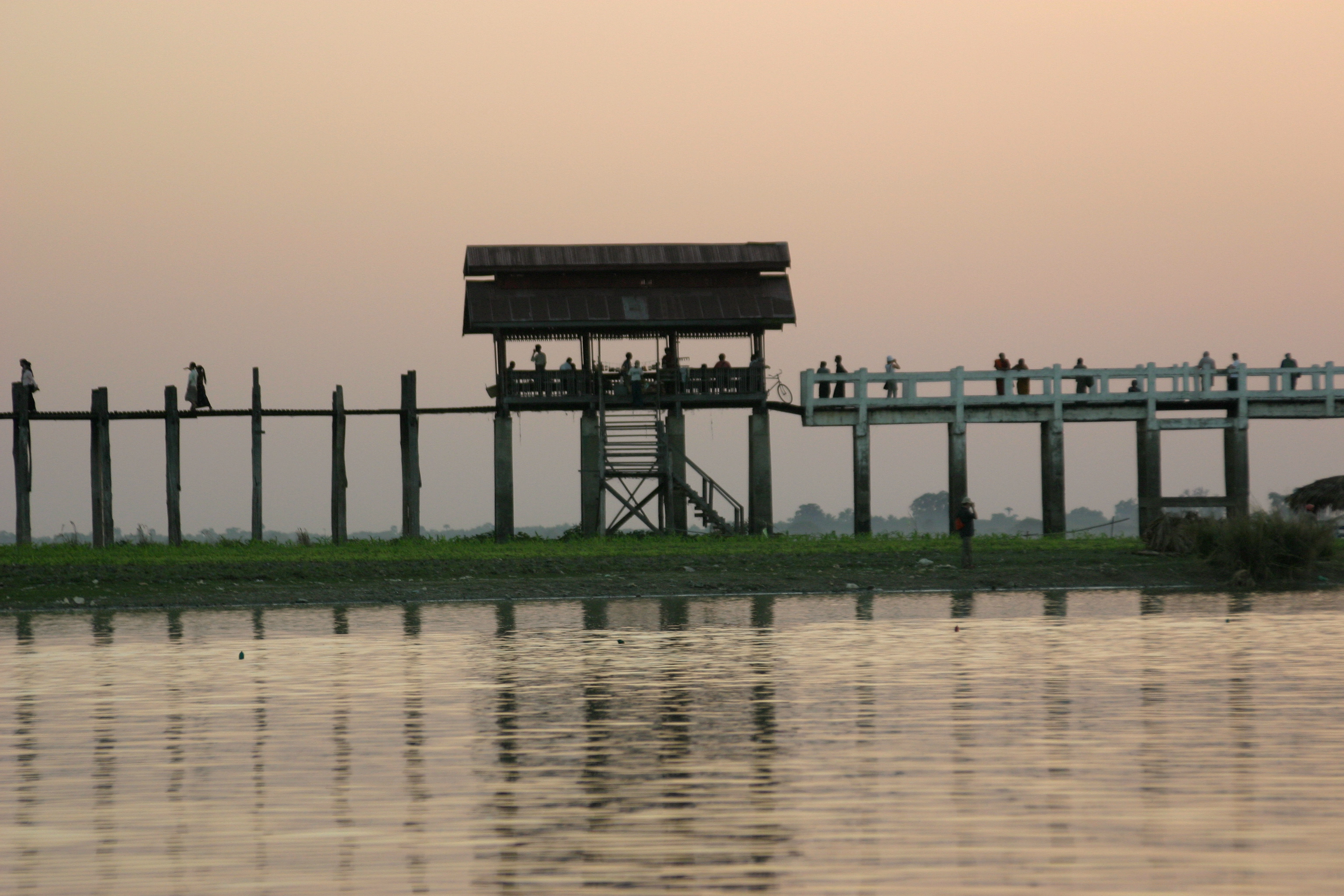
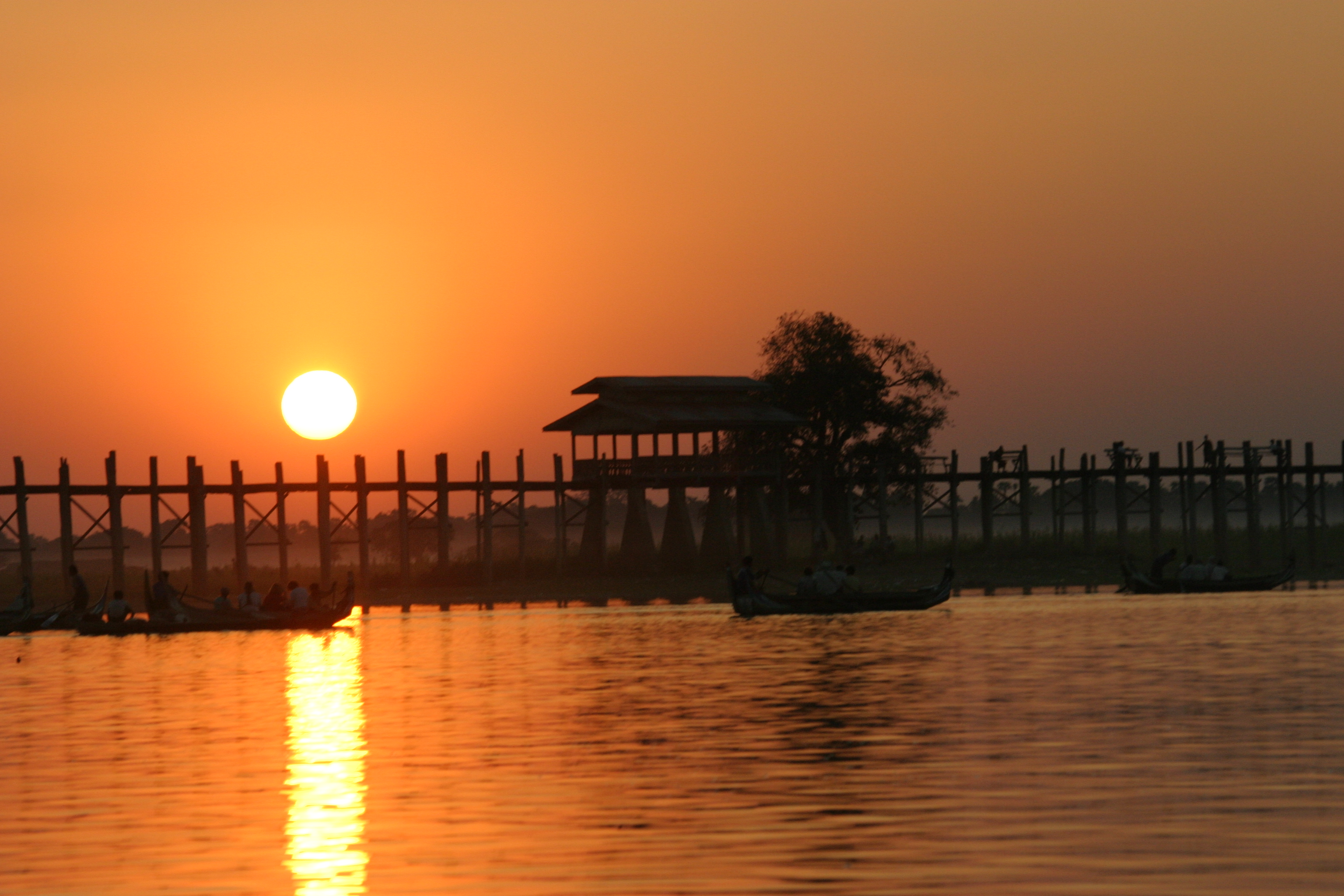
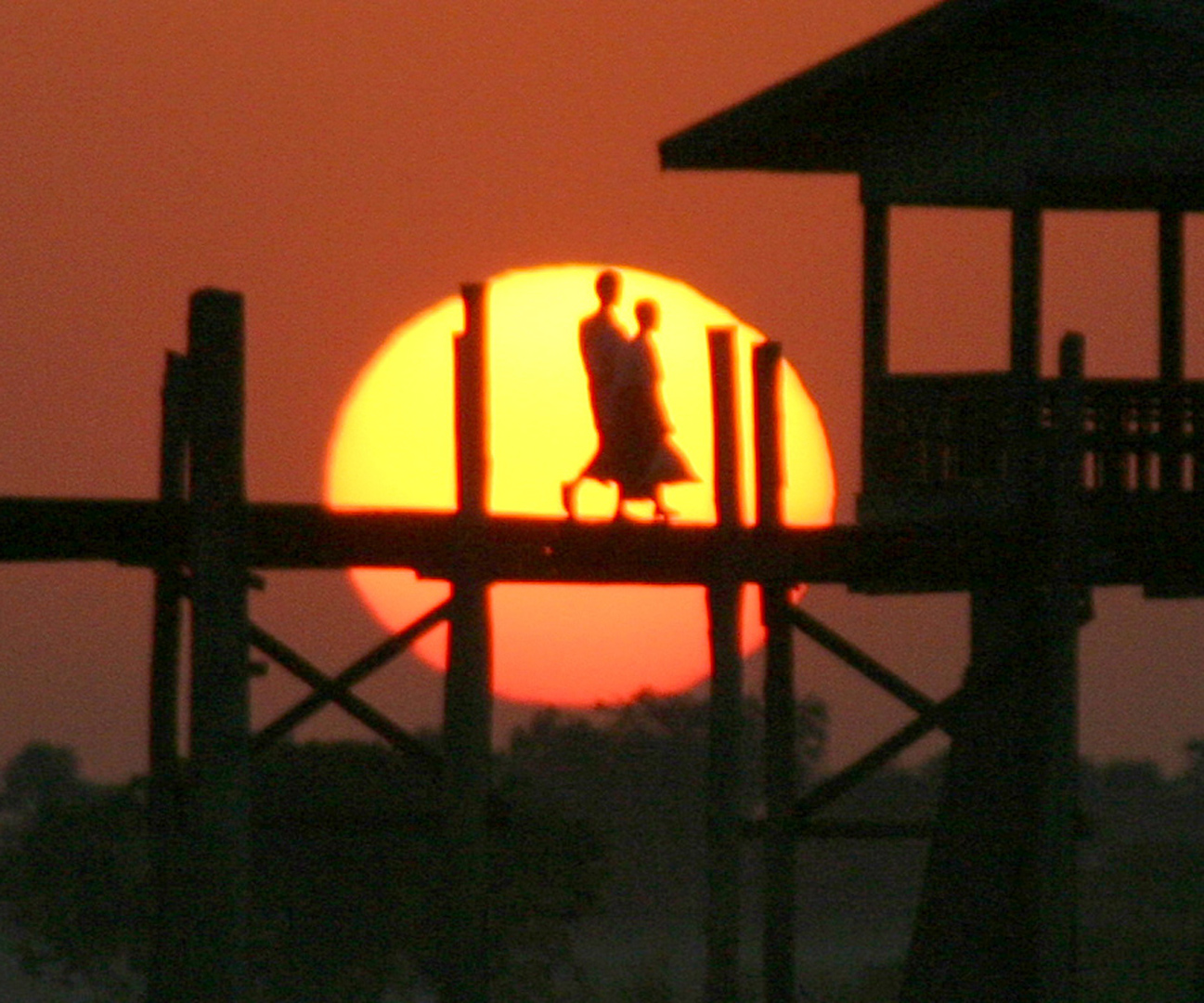